# Vanellus leucurus
La pavoncella codabianca (Vanellus leucurus, Lichtenstein, 1823), è un uccello della famiglia dei Charadriidae.

## Sistematica
Vanellus leucurus non ha sottospecie, è monotipico.

## Distribuzione e habitat
Questo uccello vive nella Penisola Arabica, in Israele, Giordania, Siria, negli stati caucasici, in Kazakistan, Uzbekistan, Turkmenistan, Tagikistan, Afghanistan, Pakistan, India, Nepal, in Turchia e Romania. Nidifica soprattutto in Iraq, Iran e nella Russia meridionale. È di passo nel Nord Africa, in Niger, Nigeria, Etiopia, e in Europa occidentale e meridionale, compresa l'Italia.